# 猪口敏平
猪口 敏平（いのぐち としひら、1896年（明治29年）8月11日 - 1944年（昭和19年）10月24日）は、日本の海軍軍人。鳥取県出身。戦艦「武蔵」艦長として戦死し、一階級特進で最終階級は海軍中将。

## 経歴
鳥取県気高郡賀露村（現・鳥取市）において大工棟梁・猪口鉄蔵の長男として生まれる。弟に猪口力平（海軍兵学校第52期）がいる。海軍内では兄は「猪口敏（チョコビン）」、弟は「猪口力（チョコリキ）」と区別する呼称もあった。旧制鳥取中学校（現・鳥取県立鳥取西高等学校）を経て、海軍兵学校と陸軍士官学校第30期を受験し双方に合格。海兵第46期へ入学。1918年（大正7年）11月、10番/124名（1番は山階宮武彦王、実質は9番）の成績で卒業。同期生に高田利種（2番）、山本親雄(3番)、貝塚武男（11番）、阿部俊雄（50番）、杉浦嘉十（81番）らがいる。
1923年（大正12年）12月、海軍砲術学校高等科学生を拝命。1924年（大正13年）12月、大尉に昇進し、戦艦「日向」分隊長に就任。1925年（大正14年）12月、海軍砲術学校専攻科学生を拝命。1926年（大正15年）11月、砲術学校教官に就任。猪口はたびたび砲術学校教官を務め、砲術の権威として高く評価されており、 海外からも「キャノン・イノグチ」と呼ばれていた。
1929年（昭和4年）11月、少佐に昇進。1930年（昭和5年）11月、軽巡洋艦「鬼怒」砲術長に就任。1931年（昭和6年）12月、第二水雷戦隊参謀に就任。1932年（昭和7年）年12月、砲術学校教官に就任。1934年（昭和9年）11月、同期生の一選抜９人（昭和10年1月1日調「現役海軍士官名簿」によると当時の序列は、高田利種、松尾實、山本親雄、貝塚武男、井土益三、堀内茂忠、重永主計、野村留吉、猪口敏平）のひとりとして中佐に昇進。1935年（昭和10年）11月、戦艦「扶桑」砲術長に就任。1936年（昭和11年）12月、聯合艦隊参謀兼第一艦隊参謀（砲術）に就任。1937年（昭和12年）12月、軽巡洋艦「球磨」副長に就任。1938年（昭和13年）4月、砲術学校教官に就任。1939年（昭和14年）11月、一選抜で大佐に昇進した。

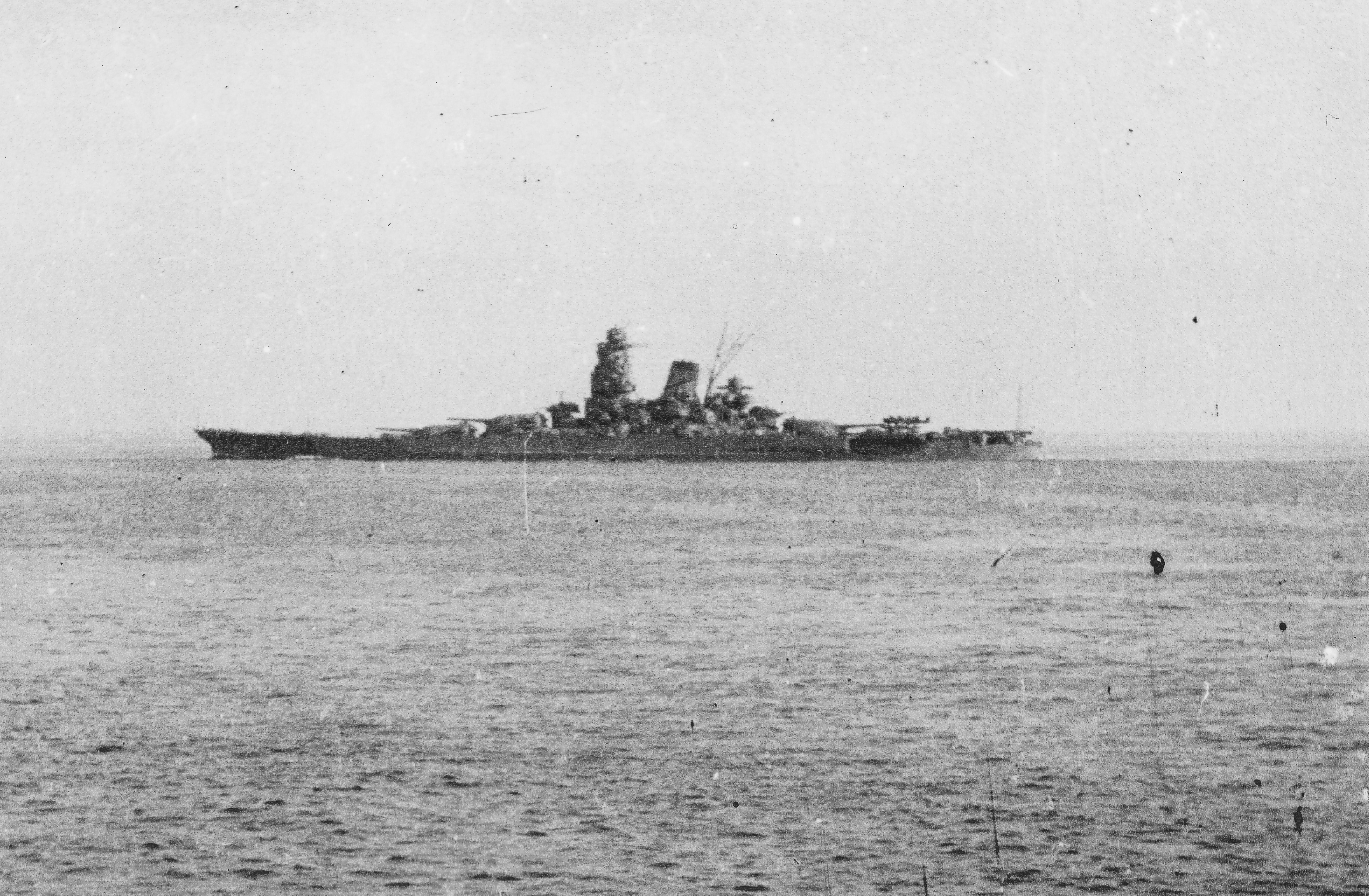
ブルネイを出港する戦艦「武蔵」（1944年10月22日）

1940年（昭和15年）10月15日、給油艦「石廊」特務艦長に就任。「石廊」は11月19日に横須賀を出発し、12月12日にアメリカ合衆国西海岸のサンフランシスコへ到着する。
アメリカ滞在期間は短かったが、その中でも各地を視察した。
現地を見物したり、日本人会が歓迎会を開き、宴会で猪口艦長が歌ったこともあったという。12月17日、「石廊」はサンフランシスコを出発した。猪口は洋上から歓迎感謝の電報を発信した。
1941年（昭和16年）5月24日、横須賀砲術学校教頭に補職される。生出寿著「砲術艦長黛治夫」（p.243～244）に、この頃の猪口の様子が描かれている。『戦艦「比叡」の砲術士茂木明治少尉候補生は、砲術長の高松宮中佐に従って、柱島泊地の聯合艦隊兼第一艦隊旗艦「長門」に出かけた。後甲板でおこなわれた艦隊の戦技・実弾射撃の研究会を見学するためだ。天幕が張られ、山本聯合艦隊司令長官をはじめ、各戦隊司令官、艦長、砲術長らが雲霞のごとくあつまっている。各艦の砲術長が、自分のおこなった射撃についてかわるがわる説明するが、将軍の御前試合に出場した剣士のようだ。ひととおり終わったとき、司会が告げた。
「つぎは砲術指導官猪口大佐の講評」
中肉長身だが、筋肉質で、きびしい修行を積んだ武芸者を思わせる紺軍装の猪口大佐が立ち上がり、山本長官に会釈すると、山本が会釈をかえした。「戦艦〇〇の砲術指揮は・・・」と、猪口は穏やかに講評をはじめた。会場の隅からこの姿を見ていた茂木は、「世の中に権威というものがあったら、これ以上の権威があろうか」とうなった。』
同年12月、太平洋戦争勃発。1942年（昭和17年）5月5日、横鎮付。7月1日、南西方面艦隊隷下の軽巡洋艦「名取」艦長に就任。第十六戦隊（司令官志摩清英少将）として行動中の1943年（昭和18年）1月9日、アメリカ潜水艦「トートグ」の魚雷攻撃により「名取」は大破、艦後部が切断されてアンボンに退避した。
同地で応急修理中の1月20日、名取艦長の任を解かれる。21日にはB24爆撃機3機による空襲で至近弾をうけたが、被害は限定的だった。同日夜にアンボンを出発、「名取」はシンガポールへ移動した。
猪口は2月23日付で重巡洋艦「高雄」艦長に補職された。前任の高雄艦長は朝倉豊次大佐であった。10月28日、横須賀鎮守府付。12月1日、横須賀砲術学校教頭に就任（前任の教頭は黛治夫大佐）。
生出寿著「砲術艦長黛治夫」（p.241～243）で、黛が、猪口が戦艦「武蔵」艦長になった経緯について触れている。
『このころ、横須賀の海軍砲術学校で、少佐、大尉級の若い教官らが、砲術の神様と言われる教頭の猪口敏平大佐に反抗して、教頭の追い出しをはかる下剋上の運動をすすめていた。砲術学校には、毎日のように第一線から対空射撃にたいする問い合わせや、改良要求などがとびこんできた。高角砲にしても機銃にしても、敵機に弾丸が当たらないから、なんとかしてくれというのだ。責任を感じた青年教官らは、対空射撃研究部をつくり、目の色を変えて対策を研究し、わんわん討論し合った。しかし、猪口教頭はその動きをよく思わず、そんなことよりも本来の水上射撃をもっとよく研究しろという態度だった。マリアナ沖海戦で日本側が敗れたあと、青年教官らは、「対空射撃を有効なものにしなくては戦局の回復はできない。教頭がその研究をさせてくれないなら、教頭を変えてもらうほかない」と申し合わせた。猪口が出張したとき、かれらは校長の小畑長左衛門少将に意見を具申した。「われわれは、対空射撃を改良し有効にすることが現在なによりの急務と思っています。ところが、猪口教頭はその研究をすすめることを認めてくれません。このさい、われわれをぜんぶ第一線に出すか、教頭を変えるか、どちらかにしてください」
小畑は、「こいつら何ということを言うか」とたまげたが、事が事だけに即答を避けて、言った。「君らの意見は考えてみる。一週間待て。それまでは一所けんめい仕事をやれ」・・・（略）・・・十日ほどのち、ふたたび猪口がいないとき、小畑は青年教官らをあつめて言った。「君らが言ったとおりにした。しかし、こんどの教頭にたしては、変なことはやらんでくれ。教頭は高松宮殿下だ」このころ高松宮は大佐で、軍令部第一課（作戦）部員だった』
1944年（昭和19年）8月1日、大和型戦艦2隻と戦艦「長門」を擁する第一戦隊（司令官宇垣纏中将）付となる。8月12日、戦艦「武蔵」艦長に補職され、ふたたび朝倉豊次少将（前武蔵艦長）より職務を引き継ぐ。猪口大佐の就任は、全艦隊から適役と歓迎された。10月15日、少将に昇進。出撃前、姉妹艦「大和」の能村次郎副長に対し「武蔵は塗装を塗り直すが、大和も外弦を塗り直さないか？」と誘い、能村は「海戦が終わってからおこなう」と断った。第一遊撃部隊（第二艦隊司令長官栗田健男中将）の中で、塗装したばかりの「武蔵」は非常に目立っていたという。
10月24日、レイテ沖海戦に参加。第38任務部隊の艦上機より集中攻撃を受けた「武蔵」は、多数の魚雷と爆弾を被弾した。空襲の最終局面で、艦爆が投下した爆弾が艦橋最上部（防空指揮所右舷）に命中し、艦橋にいた幹部が多数死傷する。防空指揮所にいた猪口艦長も負傷した。
なお栗田艦隊から落伍しつつあった「武蔵」の護衛として臨時に重巡「利根」が付随したが、同艦の艦長は黛治夫大佐であった。
「武蔵」はフィリピンのシブヤン海で浸水により航行が困難となり、まず猪口の判断で前日に沈没した重巡「摩耶」の生存者多数を駆逐艦「島風」に移乗させた。その後も応急修理に努めたが、沈没必至と判断した猪口は総員退去用意を命じ、加藤副長に遺書をしたためた手帳と愛用のシャープペンシルを手渡し、生きて部下の後事を見るように懇請した。副長は最後を共にすることを願ったが、許されなかった。猪口は退去用意を命じた時に御真影と御勅諭の奉遷の処置を命じたが、これは奉遷中に武蔵が沈没。また随伴の駆逐艦「浜風」と「清霜」に接舷して乗組員を救助するよう命じたが、駆逐艦側は「武蔵」の転覆に巻き込まれることを怖れて接近しなかった。日本時間で午後7時35分までに「武蔵」の船体は海中に没し、猪口は艦橋に残って戦死した。48歳没。戦死後に1階級特進し、中将に昇進。
遺書は沈没する30分前までに書かれたもので、副長はマニラでこの複写数部を作り、一部は南西方面艦隊司令長官に、一部は遺族に送られた。原本は後に江田島の海軍兵学校教育参考館に収められたが、終戦の際に行方不明になった。
愛用のシャープペンシルは遊就館の収蔵品となっている。

## 栄典
- 1919年（大正8年）9月10日 - 正八位[39]

## 親族
- 弟　猪口力平（海軍大佐）- 神風特別攻撃隊の命名者。
- 息子 猪口智（海軍大尉）
- 従甥 六平直政（俳優）- 猪口敏平のいとこが六平の母[40]。